# Campeonato Sul-Americano de Clubes de Futebol de Salão de 2014
O Campeonato Sul-Americano de Clubes de Futebol de Salão de 2014 foi a 36ª edição do Campeonato Sul-Americano de Clubes de Futebol de Salão, é uma competição de Futebol de Salão entre clubes, disputado nas regras FIFUSA/AMF. Organizado pela Confederação Sul-Americana de Futebol de Salão e Federação Paraguaia de Futebol de Salão sob a chancela da Associação Mundial de Futsal - AMF. Realizou-se na cidade de Assunção, no Paraguai, entre os dias 22 de setembro a 27 de setembro de 2014.

## Fase de grupos

### Grupo A
| Clubes          | Pts | J | V | E | D | GP | GS | SG |
| --------------- | --- | - | - | - | - | -- | -- | -- |
| Halcones Negros | 6   | 3 | 3 | 0 | 0 | 17 | 6  | 11 |
| Club Jave.      | 4   | 3 | 2 | 0 | 1 | 12 | 12 | 0  |
| Villa Pearson   | 2   | 3 | 1 | 0 | 2 | 7  | 9  | -2 |
| Pitágoras (MG)  | 0   | 3 | 0 | 0 | 3 | 4  | 13 | -9 |

| 22 de setembro de 2014 | Villa Pearson                                   | 2 - 1 | Pitágoras (MG)          | Club Fomento Barrio Obrero - Assunção           |
| 18:00 h.               | Gomes Ramiro 16' (1ºT) · Tapia Miguel 18' (2ºT) |       | Renan Ferreyra 5' (2ºT) | Árbitro: Horácio da Silveira Gustavo dos Santos |

Villa Pearson: Verdu Javier, Cioncio Pablo, Alvarez Pablo, Tapia Miguel e Luan Alejandro; Cirioliano Ezequiel, Gomes Ramiro, Bervenutto Matias, Fontanella Facundo, Tapia Lucas, Lujar Lucas e Carlesi Cristian.   Técnico: Balvidare Matias. 
Pitágoras: Hamoud Nassib, César Lima, Kelson Souza, Renan Ferreyra e Thiago Leite; Luiz Felipe, Bruno Castro, Gladson Felix, Gustavo Machado, Bruno Rosa, Caio Leão e Marcelo Costa.  Técnico: Adriana Vieira.
| 22 de setembro de 2014 | Halcones Negros | 7 - 3 | Club Jave. | Club Fomento Barrio Obrero - Assunção     |
| 22:00 h.               |                 |       |            | Árbitro: Cristian Hippler Marcelo Cordoba |

Halcones Negros: Gabriel Giménez; Emmanuel Ayala, Juan Salas, Richar Martinetti e Darío Herrera; Rodolfo Román, Adán Román, Rodrigo Barboza, Andrés León, Hugo Acosta e Enrique Cáceres.  Técnico: Alcides Arzamendia.
Club Jave.: Augusto Santos; Wilson Carrasco, Eduardo Álvarez, Carlos Timm e Elio Hernández; Fernando Correa, Maikel Araújo, Mauricio Rivero e Juan Puñales. Técnico: Óscar Arada.
| 23 de setembro de 2014 | Club Jave.                                                                                           | 4 - 1 | Pitágoras (MG)           | Club Fomento Barrio Obrero - Assunção |
| 18:00 h.               | Micho Timor 3' (1ºT) · Eduardo Álvarez 2' (2ºT) · Eduardo Álvarez 13' (2ºT) · Juan Puñales 17' (2ºT) |       | Renan Ferreyra 12' (2ºT) | Árbitro: Jorge Lopes Jorge Gonzalez   |

Club Jave.: Augusto Santos; Wilson Carrasco, Eduardo Álvarez, Carlos Timm e Elio Hernández; Fernando Correa, Maikel Araújo, Abella Los Santos, Araujo Sosa, Camilo Ramirez, Mauricio Rivero e Juan Puñales. Técnico: Óscar Arada.
Pitágoras: Hamoud Nassib, César Lima, Caio Leão, Renan Ferreyra e Thiago Leite; Luiz Felipe, Bruno Castro, Gladson Felix, Gustavo Machado, Bruno Rosa, Kelson Souza e Marcelo Costa.  Técnico: Adriana Vieira.
| 23 de setembro de 2014 | Halcones Negros | 3 - 1 | Villa Pearson | Club Fomento Barrio Obrero - Assunção      |
| 21:00 h.               |                 |       |               | Árbitro: Gustavo dos Santos Leonardo Moura |

Halcones Negros: Gabriel Giménez; Emmanuel Ayala, Juan Salas, Richar Martinetti e Darío Herrera; Rodolfo Román, Adán Román, Rodrigo Barboza, Andrés León, Hugo Acosta e Enrique Cáceres.  Técnico: Alcides Arzamendia.
Villa Pearson: Verdu Javier, Cioncio Pablo, Alvarez Pablo, Tapia Miguel e Luan Alejandro; Cirioliano Ezequiel, Gomes Ramiro, Bervenutto Matias, Fontanella Facundo, Tapia Lucas, Lujar Lucas e Carlesi Cristian.   Técnico: Balvidare Matias. 
| 24 de setembro de 2014 | Halcones Negros | 7 - 2 | Pitágoras (MG) | Club Fomento Barrio Obrero - Assunção           |
| 18:00 h.               |                 |       |                | Árbitro: Horácio da Silveira Gustavo dos Santos |

Halcones Negros: Gabriel Giménez; Emmanuel Ayala, Juan Salas, Richar Martinetti e Darío Herrera; Rodolfo Román, Adán Román, Rodrigo Barboza, Andrés León, Hugo Acosta e Enrique Cáceres.  Técnico: Alcides Arzamendia.
Pitágoras: Hamoud Nassib, César Lima, Caio Leão, Renan Ferreyra e Thiago Leite; Luiz Felipe, Bruno Castro, Gladson Felix, Gustavo Machado, Bruno Rosa, Kelson Souza e Marcelo Costa.  Técnico: Adriana Vieira.
| 24 de setembro de 2014 | Villa Pearson | 4 - 5 | Club Jave. | Club Fomento Barrio Obrero - Assunção    |
| 22:00 h.               |               |       |            | Árbitro: Jorge Gonzalez Israel Fernandes |

Villa Pearson: Verdu Javier, Cioncio Pablo, Alvarez Pablo, Tapia Miguel e Luan Alejandro; Cirioliano Ezequiel, Gomes Ramiro, Bervenutto Matias, Fontanella Facundo, Tapia Lucas, Lujar Lucas e Carlesi Cristian.   Técnico: Balvidare Matias. 
Club Jave.: Augusto Santos; Wilson Carrasco, Eduardo Álvarez, Carlos Timm e Elio Hernández; Fernando Correa, Maikel Araújo, Abella Los Santos, Araujo Sosa, Camilo Ramirez, Mauricio Rivero e Juan Puñales. Técnico: Óscar Arada.

### Grupo B
| Clubes                    | Pts | J | V | E | D | GP | GS | SG |
| ------------------------- | --- | - | - | - | - | -- | -- | -- |
| Clear-Súper Nico          | 4   | 3 | 2 | 0 | 1 | 12 | 12 | 0  |
| Simón Bolivar.            | 4   | 3 | 2 | 0 | 1 | 12 | 9  | 3  |
| Sindpd (SP)               | 3   | 3 | 1 | 1 | 1 | 6  | 5  | 1  |
| Club Social Solís (Pando) | 1   | 3 | 0 | 1 | 2 | 6  | 10 | -4 |

| 22 de setembro de 2014 | Clear-Súper Nico         | 1 - 3 | Sindpd (SP)                                                                    | Club Fomento Barrio Obrero - Assunção  |
| 19:30 h.               | Walter Figueroa 8' (2ºT) |       | Daniel Coquinho 13' (1ºT) · Clarentino Nino 5' (2ºT) · Rafael Abutre 15' (2ºT) | Árbitro: Milton Molinas Jorge Gonzalez |

Clear-Súper Nico: Daniel Almanacid, Anibal Nuñez, Walter Figueroa, Oscar Mansilla e Oscar Henriquez; Franco Castellani, Ariel Saralegui, Diego Tellez, Marcelo Daroas, Marcelo Mascolatti, Edoardo Martinez e Facunda Zuetta.   Técnico: Miguel Saralegui. 
Sindpd: Marcelo Galo, Rafael Abutre, Clarentino Nino, Daniel Coquinho e Julio Cesar Feitosa; Cléber Keke, Alex Silva, Douglas Gu, Leandro Tóca, Rafael Nascimento, Wagner Oliveira e Marcelo Marquez.  Técnico: Luis Fernando.
| 22 de setembro de 2014 | Simón Bolivar. | 4 - 1 | Club Social Solís | Club Fomento Barrio Obrero - Assunção    |
| 21:00 h.               |                |       |                   | Árbitro: Leonardo Moura Israel Fernandes |

| 23 de setembro de 2014 | Club Social Solís           | 1 - 1 | Sindpd (SP)          | Club Fomento Barrio Obrero - Assunção     |
| 19:30 h.               | Rodriguez Leonardo 4' (1ºT) |       | Douglas Gu 11' (1ºT) | Árbitro: Marcelo Cordoba Cristian Hippler |

Club Social Solís: Urrutia Valenzuela, La Cruz Sebastian, Gimenez Rodrigo, Rodriguez Leonardo e Novo Maximiliano; Freitas Nicolas, Marota Emiliano, Dalto Mateo, Alfonso Ionácio, Pereyra Sebastian e Laches Agustin.   Técnico: Gioliuti Pablo. 
Sindpd: Marcelo Galo, Rafael Abutre, Clarentino Nino, Daniel Coquinho e Julio Cesar Feitosa; Cléber Keke, Alex Silva, Douglas Gu, Leandro Tóca, Rafael Nascimento, Wagner Oliveira e Marcelo Marquez.  Técnico: Luis Fernando.
| 23 de setembro de 2014 | Simón Bolivar. | 5 - 6 | Clear-Súper Nico | Club Fomento Barrio Obrero - Assunção         |
| 22:00 h.               |                |       |                  | Árbitro: Israel Fernandes Horácio da Silveira |

Simón Bolivar.: Cristian Carcete, Vicente Pavon, César Nuñes, Zorrilla e Hugo Delgado; Jorgel Espinoza, Édgar Santa Cruz, Martin Ortellado, Luan Franco, Alexander Caceres, Jose Romar e Rodrigo Olmedo.   Técnico: S.Santander. 
Clear-Súper Nico: Daniel Almanacid, Anibal Nuñez, Walter Figueroa, Oscar Mansilla e Oscar Henriquez; Franco Castellani, Ariel Saralegui, Diego Tellez, Marcelo Daroas, Marcelo Mascolatti, Edoardo Martinez e Facunda Zuetta.   Técnico: Miguel Saralegui. 
| 24 de setembro de 2014 | Clear-Súper Nico | 5 - 4 | Club Social Solís | Club Fomento Barrio Obrero - Assunção  |
| 19:30 h.               |                  |       |                   | Árbitro: Jorge Gonzalez Milton Molinas |

Clear-Súper Nico: Daniel Almanacid, Anibal Nuñez, Walter Figueroa, Oscar Mansilla e Oscar Henriquez; Franco Castellani, Ariel Saralegui, Diego Tellez, Marcelo Daroas, Marcelo Mascolatti, Edoardo Martinez e Facunda Zuetta.   Técnico: Miguel Saralegui. 
Club Social Solís: Urrutia Valenzuela, La Cruz Sebastian, Gimenez Rodrigo, Rodriguez Leonardo e Novo Maximiliano; Freitas Nicolas, Marota Emiliano, Dalto Mateo, Alfonso Ionácio, Pereyra Sebastian e Laches Agustin.   Técnico: Gioliuti Pablo. 
| 24 de setembro de 2014 | Simón Bolivar.                                                                     | 3 - 2 | Sindpd (SP)                                             | Club Fomento Barrio Obrero - Assunção     |
| 21:00 h.               | Jorgel Espinoza 9' (1ºT) · César Nuñes 14' (1ºT) · Vicente Pavon 16' (2ºT) Pênalti |       | Rafael Abutre 10' (1ºT) · Julio Cesar Feitosa 19' (1ºT) | Árbitro: Cristian Hippler Marcelo Cordoba |

Simón Bolivar.: Cristian Carcete, Vicente Pavon, César Nuñes, Zorrilla e Hugo Delgado; Jorgel Espinoza, Édgar Santa Cruz, Martin Ortellado, Luan Franco, Alexander Caceres, Jose Romar e Rodrigo Olmedo.   Técnico: S.Santander. 
Sindpd: Marcelo Galo, Rafael Abutre, Clarentino Nino, Daniel Coquinho e Julio Cesar Feitosa; Cléber Keke, Alex Silva, Douglas Gu, Leandro Tóca, Rafael Nascimento , Wagner Oliveira e Marcelo Marques.  Técnico: Luis Fernando.

## Finais
|  | Semifinais              | Semifinais              |   |                         | Final                   | Final |  |
|  |                         |                         |   |                         |                         |       |  |
|  | 25 de setembro de 2014. |                         |   |                         |                         |       |  |
|  | Halcones Negros         | 3                       |   |                         |                         |       |  |
|  | Simón Bolivar.          | 1                       |   |                         |                         |       |  |
|  |                         |                         |   |                         |                         |       |  |
|  |                         |                         |   |                         | 26 de setembro de 2014. |       |  |
|  |                         |                         |   |                         | Halcones Negros         | 5     |  |
|  |                         | Club Jave.              | 2 |                         |                         |       |  |
|  |                         |                         |   |                         |                         |       |  |
|  |                         |                         |   |                         |                         |       |  |
|  |                         |                         |   |                         | Terceiro lugar          |       |  |
|  | 25 de setembro de 2014. | 25 de setembro de 2014. |   | 26 de setembro de 2014. | 26 de setembro de 2014. |       |  |
|  | Club Jave.              | 4                       |   | Simón Bolivar.          | 4                       |       |  |
|  | Clear-Súper Nico        | 0                       |   |                         | Clear-Súper Nico        | 1     |  |

### 7º e 8º
| 25 de setembro de 2014 | Pitágoras (MG) | 2 - 3        | Club Social Solís | Club Fomento Barrio Obrero - Assunção |
| 18:00 h.               | Marcelo Costa  | Tempo Normal |                   |                                       |

Pitágoras: Hamoud Nassib, César Lima, Caio Leão, Renan Ferreyra e Thiago Leite; Luiz Felipe, Bruno Castro, Gladson Felix, Gustavo Machado, Bruno Rosa, Kelson Souza e Marcelo Costa.  Técnico: Adriana Vieira.
Club Social Solís: Urrutia Valenzuela, La Cruz Sebastian, Gimenez Rodrigo, Rodriguez Leonardo e Novo Maximiliano; Freitas Nicolas, Marota Emiliano, Dalto Mateo, Alfonso Ionácio, Pereyra Sebastian e Laches Agustin.   Técnico: Gioliuti Pablo. 

### 5º e 6º
| 25 de setembro de 2014 | Sindpd (SP) | 2 - 2        | Villa Pearson | Club Fomento Barrio Obrero - Assunção |
| 19:30 h.               |             | Tempo Normal |               |                                       |

|  |  | 0 – 0       |
|  |  | Prorrogação |

|  |       | Penalidades |
|  | 8 – 7 |             |

Sindpd: Rafael Nascimento, Rafael Abutre, Clarentino Nino, Daniel Coquinho e Julio Cesar Feitosa; Cléber Keke, Alex Silva, Douglas Gu, Leandro Tóca, Marcelo Galo, Wagner Oliveira e Marcelo Marques.  Técnico: Luis Fernando.
Villa Pearson: Verdu Javier, Cioncio Pablo, Alvarez Pablo, Tapia Miguel e Luan Alejandro; Cirioliano Ezequiel, Gomes Ramiro, Bervenutto Matias, Fontanella Facundo, Tapia Lucas, Lujar Lucas e Carlesi Cristian.   Técnico: Balvidare Matias.

### 3º e 4º
| 26 de setembro de 2014 | Simón Bolivar.                                                   | 4 - 1        | Clear-Súper Nico | Club Fomento Barrio Obrero - Assunção       |
| 21:00 h.               | Vicente Pavón · Vicente Pavón · Vicente Pavón · Édgar Santa Cruz | Tempo Normal | Oscar Henriquez  | Árbitro: Horácio da Silveira Leonardo Moura |

Simón Bolivar.: Cristian Carcete, Vicente Pavon, César Nuñes, Zorrilla e Hugo Delgado; Jorgel Espinoza, Édgar Santa Cruz, Martin Ortellado, Luan Franco, Alexander Caceres, Jose Romar e Rodrigo Olmedo.   Técnico: S.Santander. 
Clear-Súper Nico: Daniel Almanacid, Anibal Nuñez, Walter Figueroa, Oscar Mansilla e Oscar Henriquez; Franco Castellani, Ariel Saralegui, Diego Tellez, Marcelo Daroas, Marcelo Mascolatti, Edoardo Martinez e Facunda Zuetta.   Técnico: Miguel Saralegui. 

### 1º e 2º
| 26 de setembro de 2014 | Halcones Negros | 5 - 2        | Club Jave.                                         | Club Fomento Barrio Obrero - Assunção     |
| 22:00 h.               | Darío Herrera 2' (1ºT) · Adán Román 17' (1ºT) · Juan Salas 19' (1ºT) · Emmanuel Ayala 19' (1ºT) · Andrés León 18' (2ºT) | Tempo Normal | Elio Hernández 1' (2ºT) · Elio Hernández 19' (2ºT) | Árbitro: Cristian Hippler Marcelo Cordoba |

Halcones Negros: Gabriel Giménez; Emmanuel Ayala, Juan Salas, Richar Martinetti e Darío Herrera; Rodolfo Román, Adán Román, Rodrigo Barboza, Andrés León, Hugo Acosta e Enrique Cáceres.  Técnico: Alcides Arzamendia.
Club Jave.: Augusto Santos; Wilson Carrasco, Eduardo Álvarez, Carlos Timm e Elio Hernández; Fernando Correa, Maikel Araújo, Mauricio Rivero e Juan Puñales. Técnico: Óscar Arada.

### Classificação final
| Posição | Equipe            |
| ------- | ----------------- |
| 1.      | Halcones Negros   |
| 2.      | Club Jave.        |
| 3.      | Simón Bolivar.    |
| 4.      | Clear-Súper Nico  |
| 5.      | Sindpd (SP)       |
| 6.      | Villa Pearson     |
| 7.      | Club Social Solís |
| 8.      | Pitágoras (MG)    |

| Campeonato Sul-Americano de Clubes de Futebol de Salão de 2014 |
| -------------------------------------------------------------- |
| Halcones Negros 1º título                                      |